# とっとこハム太郎 (アニメ)
『とっとこハム太郎』（とっとこハムたろう）は、河井リツ子による同名のコミック『とっとこハム太郎』を原作とするアニメ作品。

## とっとこハム太郎 アニメでちゅ!
『とっとこハム太郎』のパイロット版。『小学館の学年別学習雑誌』1999年9月号（1999年8月1日発売）の応募者全員サービス用のOVAとして製作されたVHS。
テレビアニメ版とは設定が異なり、ハム太郎が語尾に「のだ」を付けなかったり、ハム太郎の飼い主がロコちゃんではなく、なつみちゃんとなっている。タイショーくん・トラハムくんを除くハムちゃんずは全員登場しているが、台詞はない。また、ちび丸ちゃんはこの作内では「ちび丸くん（男の子設定）」となっている。原作ベースのためか、トラハムちゃんやのっぽくんなど一部のキャラはテレビアニメ版と異なる外見になっている。なお、テーマソングや一部のスタッフ・BGMはテレビアニメ版とほぼ同じ。
声の出演
- ハム太郎 - 長沢直美
- なつみちゃん - 川澄綾子

スタッフ
- 原作 - 河井リツ子
- 企画 - ハム太郎とっとこ委員会
- 監督、構成、脚本、ドラマ編絵コンテ、演出 - 望月智充
- 制作 - キョクイチ東京ムービー
- アニメーション制作協力 - 亜細亜堂
- キャラクターデザイン、ドラマ編作画監督 - 後藤真砂子
- 美術監督 - 千葉秀雄
- 撮影監督 - 斎藤秋男
- デジタル撮影、ハム太郎えかきうた構成 - 楠部工
- 編集 - 森田清次
- 音楽 - 岩﨑元是
- 音楽プロデューサー - 吉田隆
- 音楽制作 - 小学館ミュージック&デジタルエンタテイメント
- ハムちゃんずコーナー絵コンテ、演出、作画 - 遠藤靖裕、岩崎知子、河内日出夫
- 色彩設計 - 中島淑子
- 動画チェック - 原鐡夫、江川陽司、長澤美奈子
- 動画・仕上 - 亜細亜堂、馬良動画有限公司（中国）
- タイトル - マキ・プロ
- 音響監督 - 小林克良
- 効果 - 横山正和
- ミキサー - 田中章良
- アシスタントミキサー - 山本寿
- 音響制作 - オーディオ・プランニング・ユー
- 録音スタジオ - APUスタジオ
- 現像 - 東京現像所
- 文芸担当 - 小野田博之
- 制作担当 - 松山竜一郎
- 制作進行 - 前花由利子、立石洋子
- プロデューサー補 - 塚原伸郎、石井麻衣子、松元章展、細川達司、小西麻理
- プロデューサー - 黒川和彦、松元理人
- 製作 - 小学館

- オープニングテーマ「ハム太郎とっとこうた」
  - 作詞・作曲 - 河井リツ子 / 編曲 - 岩﨑元是 / 歌 - いはたじゅり
- エンディングテーマ - 「ふしぎなハム太郎」
  - 作詞 - 白峰美津子 / 作曲・編曲 - 岩崎元是 / 歌 - いはたじゅり

## テレビアニメ
2000年7月7日よりテレビ東京系列金曜18:30枠にて放送開始。『とっとこハム太郎』としては2004年3月26日まで放送された。この枠では1995年4月開始の『スレイヤーズ』以降は2クール（6か月）の放送だったが、本作はこの枠での最長の放送期間となっていた。
2004年4月2日からは第2期として、新キャラクターの追加などにあわせ副題を付けた『とっとこハム太郎 はむはむぱらだいちゅ!』というタイトルに変更。2006年3月31日まで放送された。話数のカウントは第1期から通されている。
基本一話完結のストーリーだが、たまに回を跨ぐエピソードも存在する。
2006年4月より平日18:30枠がバラエティー枠『スキバラ』（2009年4月からは子供向け帯番組『ピラメキーノ』）開始と同時に、金曜夕方の30分番組としての放送は終了。『はむはむぱらだいちゅ!』含みこの枠での放送期間は6年に及んだ。ここまでの話数は全296話。
同年4月からは本作の制作にも参加している小学館系の子ども向け番組『のりスタは〜い!』内の1コーナーとして、第3期にあたる『とっとこハム太郎 は〜い!』というタイトルで2008年3月まで放送され、2012年3月まで再放送された。1回当たりの放送時間が5分間に短縮された関係で、ハム太郎を初めとするハムちゃんず以外のキャラクター（特に飼い主などの人間）や2期で登場したラピスちゃん・ラズリーちゃんなどのキャラはほぼ登場しなくなった。話数のカウントはリセットされたが、回によっては過去作の再放送も入り、新作話数（全77話）は少ない。ソフト化等は全くされていない。
2011年4月からは、約5年振りに30分番組として第4期にあたる『とっとこハム太郎 でちゅ』が放送された。第4期とされているが、内容は第1期の話をデジタルリマスターで再構成したものであり実質的な再放送となる。他とは異なり新作話数も制作されず、一貫して第1期の話を放送。話数のカウントは再びリセットされた。
2012年4月からリニューアルし、第5期として番組名が『とっとこハム太郎』（2012年版）に戻った。4月中は『は〜い!』を除いて約6年ぶりに新作ストーリーを放送した。それ以降は第4期と同じく再放送となっていた（第4期は初期の話が中心だったが、第5期は第1期中期 - 後期の話を再放送）。話数はリセットされ、毎回オープニングの前にハム太郎応援隊「ハムさんちゅう」（森三中）が登場する。エンディングテーマが復活し、過去のエンディングテーマ曲のアレンジが中心だった。
『でちゅ』『とっとこハム太郎』開始後も本作のキャラクターはのりスタ!シリーズに出演していたが、第5期が終了した後は出番が少なくなり、2013年10月以降はのりスタシリーズに全く登場しなくなった。
提供読みは第3期および第5期の一部の回を除いてハム太郎が担当したが、一般的な敬語口調ではなく、彼の口調に即した特徴的なアナウンスとなっている。第4期以降も提供読みは新録されているが、台詞の一部が変更され、BGMも一新された。第5期では第14話までの一部の回でリボンちゃんが提供読みを行うようになった（ハム太郎と同様、彼女自身の口調に即したアナウンスである）が、第15話以降は再びハム太郎による提供読みで統一されている。
各地の放送局でも番組販売形式でネットされ、特に『はむはむぱらだいちゅ!』までは時差ネット局を含めると兵庫・佐賀を除く45都道府県計37局で放送されていた（この数は『ポケットモンスターシリーズ』の兵庫を除く46都道府県計38局にも匹敵し、後に金曜18:30枠にて放送された『妖怪ウォッチ』と同じ規模である）。また、テレビ東京系列や一部の地方局では字幕放送も行われた。

## 登場人物
声の出演
- ハム太郎 - 間宮くるみ
- ロコちゃん、トラハムちゃん - 池澤春菜
- こうしくん - 愛河里花子
- カナちゃん、かぶるくん - 内川藍維
- タイショーくん - 伊藤健太郎
- リボンちゃん - 村井かずさ
- マフラーちゃん - 佐久間レイ
- ちび丸ちゃん - 的井香織
- まいどくん、ねてるくん - 杉本ゆう
- めがねくん - 鈴木千尋
- のっぽくん - 本田貴子
- トラハムくん - 宮田幸季
- パンダくん - 斉藤祐子
- トンガリくん - 浅川悠
- ラピスちゃん - 千葉紗子
- ラズリーちゃん - 大前茜

## スタッフ

### 第1期 - 第3期（スタッフ）
- 原作 - 河井リツ子
- 企画 - 岩田圭介（テレビ東京）、沢辺伸政（小学館）
- スーパーバイザー - 黒川和彦、松元章展、細川達司、上阪泰幸、安斎進
- 脚本 - 菅良幸 ほか
- キャラクターデザイン - 須藤昌朋、山中純子
- 美術監督 - 古谷彰→松本吉勝→久保季美子
- 色彩設定 - 伊藤純子
- 音楽協力 - テレビ東京ミュージック
- 音楽 - 岩﨑元是
- 音楽プロデューサー - 吉田隆→田中統英、前山寛邦
- 音楽制作 - 小学館ミュージック&デジタル エンタテイメント
- 音響プロデューサー - 南沢道義
- 音響制作・録音スタジオ - HALF H・P STUDIO
- キャスティングコーディネーター - 吉田理保子
- キャスティング協力 - 81プロデュース
- 音響監督 - 高橋剛
- 効果 - 佐々木純一（アニメサウンドプロダクション）
- 文芸ディレクター - 小野田博之
- アニメーションプロデューサー - 松元理人
- プロデューサー - 小林教子（テレビ東京）、吉田祥子→八田紳作（テレビ東京メディアネット）、関田有應（小学館ミュージック&デジタル エンタテイメント）
- 監督 - 鍋島修
- アニメーション制作 - トムス・エンタテインメント、東京ムービー事業部
- 製作協力 - アクタス、亜細亜堂、マジックバス、サンシャイン・コーポレーション、東京キッズ、じゃんぐるじむ
- 製作 - テレビ東京、テレビ東京メディアネット、小学館ミュージック&デジタル エンタテイメント

### 第4期（スタッフ）
第1期 - 第3期からの変更点は以下の通り。
- アニメーション制作 - 小学館集英社プロダクション
- アニメーション制作協力 - トムス・エンタテインメント
- プロデューサー - 奈良初男→村松紗也子（テレビ東京）、佐藤麻夕美
- 実写構成 - 権谷優子
- 製作 - テレビ東京、小学館ミュージック&デジタル エンタテイメント

## 楽曲

### オープニングテーマ
『ハム太郎とっとこうた』は、原作者の河井リツ子が鼻歌で作った楽曲を採譜・編曲したものである。第2期（はむはむぱらだいちゅ!）が終了するまでの5年以上にわたって、歌詞やメロディをアレンジしながら使用され続け、第3期、第4期以降も「ハム太郎とっとこうた」が使われ、アレンジして使用され続いている。

#### 第1期・第2期・第3期（オープニングテーマ）
| 曲名                                     | アーティスト           | 作詞       | 作曲       | 編曲       | 使用された回        | 備考                                                                                             |
| ---------------------------------------- | ---------------------- | ---------- | ---------- | ---------- | ------------------- | ------------------------------------------------------------------------------------------------ |
| ハム太郎とっとこうた                     | ハムちゃんず           | 河井リツ子 | 河井リツ子 | 岩﨑元是   | 第1話 - 第52話      | 海外で放送されたものは日本版と映像が異なる。                                                     |
| ハム太郎とっとこうた〜つづきでちゅ〜     | ハムちゃんず           | 河井リツ子 | 河井リツ子 | 岩﨑元是   | 第53話 - 第113話    | ハム太郎とっとこうたの続きの歌詞。                                                               |
| ハム太郎とっとこうた〜またつづきでちゅ〜 | ハムちゃんず           | 河井リツ子 | 河井リツ子 | 岩﨑元是   | 第114話 - 第155話   | 〜つづきでちゅ〜の続きの歌詞。                                                                   |
| ハム太郎とっとこうた                     | 千秋 with ハムちゃんず | 河井リツ子 | 河井リツ子 | 福士健太郎 | 第156話 - 第193話   | 本放送版は、第160話から変更された。                                                              |
| ハム太郎とっとこうた〜ノリノリでちゅ〜   | 千秋 with ハムちゃんず | 河井リツ子 | 河井リツ子 | 福士健太郎 | 第194話 - 第244話   | 上記のオープニングをテンポアップしたバージョン。 第196話以降は作画が修正された。                 |
| ハム太郎とっとこうた2005                 | ハムちゃんず           | 河井リツ子 | 河井リツ子 | 岩崎元是   | 第245話 - 第296話   | 劇場版とっとこハム太郎3作目の ハム太郎とっとこうたオーケストラバージョンから歌声を使用している。 |
| ハム太郎とっとこうた2006                 | ハムちゃんず           | 河井リツ子 | 河井リツ子 | 岩崎元是   | 第3期第1話 - 第77話 | 1番のみ使用。                                                                                    |

#### 第4期・第5期（オープニングテーマ）
| 曲名                     | アーティスト                   | 作詞       | 作曲       | 編曲     | 使用された回       | 備考 |
| ------------------------ | ------------------------------ | ---------- | ---------- | -------- | ------------------ | --- |
| ハム太郎とっとこうた2011 | ハムちゃんず                   | 河井リツ子 | 河井リツ子 | 岩崎元是 | 第1話 - 第5期第5話 | 歌声は、ハム太郎とっとこうた2005と同じ。                                                                                   |
| ハム太郎とっとこうた2012 | ハムちゃんずwithハムさんちゅう | 河井リツ子 | 河井リツ子 | 岩崎元是 | 第6話 -第51話      | 音楽自体は2011と同じだがハムさんちゅう（森三中）が歌に加わった。 ハムちゃんず以外も歌うオープニングはおよそ8年ぶりになる。 |

### エンディングテーマ
エンディングテーマは時期によって歌手が変更された。
2003年7月から2005年3月まではソニー・ミュージックエンタテインメントと提携しタイアップを行っていた。その他の楽曲を収めたCDは、オープニングテーマを含め一貫してコロムビアミュージックエンタテインメントから発売された。
『でちゅ』ではエンディングが短縮され、エンディングテーマは使用されなかったが、第27話から「ともだちになろう！ハムちゃんず」という曲が本編終了後に流れた。

#### 第1期・第2期 (エンディングテーマ)
| 曲名                          | アーティスト          | 作詞         | 作曲     | 編曲       | 使用された回                                       | 備考 |
| ----------------------------- | --------------------- | ------------ | -------- | ---------- | -------------------------------------------------- | --- |
| 200%のジュモン                | team le TAO           | 白峰美津子   | 岩崎元是 | 岩崎元是   | 第1話 - 第65話                                     | 歌詞の中で印象的な「呪文」の正体は、 ハムちゃんずのメンバーの名前のアナグラムであり、誕生日の早い順に登場する。 |
| てをつなごう                  | ハムちゃんず          | 多聞美一     | 岩崎元是 | 岩崎元是   | 第66話 - 第76話 第81話 - 第100話 第114話 - 第155話 | 第92話では、挿入歌としても使用された。 2019年には関西電力の企業CM「ONE KANSAI」篇のコマーシャルソングにアレンジバージョンが使用された。                                                                                          |
| ミニハムずの愛の唄            | ミニハムず            | つんく       | つんく   | 渡部チェル | 第77話 - 第80話                                    | 劇場版第1作の宣伝を兼ねて使用（再放送等では「てをつなごう」に差し替え）。 |
| ハムハムONDOだハムちゃんず!   | ハムちゃんず          | 多聞美一     | 岩崎元是 | 岩崎元是   | 第101話 - 第113話 第258話 - 第266話                | 夏をイメージした音頭。2002年・2005年の夏期間のみ使用。 |
| てんきゅっ （ニューサマー便） | RYTHEM                | RYTHEM       | RYTHEM   | 清水信之   | 第156話 - 第193話                                  | ソニー・ミュージックエンタテインメントからのタイアップ曲。 シングル「ハルモニア」のカップリング曲のアレンジバージョン。 |
| 最近ハヤリのメイク歌          | 千秋 with KABA.ちゃん | THE KANAMORI | 宮崎歩   | 宮崎歩     | 第194話 - 第244話                                  | ソニー・ミュージックエンタテインメントからのタイアップ曲。 歌詞中に「リボンちゃん」をはじめとする本作のキャラクター名が登場。 第203話から「ハムハムON-DOだ!ハムちゃんず!」のように、ハム太郎とリボンちゃんのダンスが追加された。 |
| ハムハムトレイン              | ハムちゃんず          | 白峰美津子   | 岩崎元是 | 岩崎元是   | 第245話 - 第257話 第267話 - 第295話                | 最終話はエンディングテーマなし（スタッフクレジットは、最終話のエピローグで表示）。 |

#### 第5期
| 曲名                               | アーティスト                   | 作詞     | 作曲     | 編曲     | 使用された回               | 備考                                                                                          |
| ---------------------------------- | ------------------------------ | -------- | -------- | -------- | -------------------------- | --------------------------------------------------------------------------------------------- |
| てをつなごう 2012                  | ハムちゃんず                   | 多聞美一 | 岩崎元是 | 岩崎元是 | 第1話-第13話 第27話-第51話 | 「てをつなごう」のアレンジバージョン。 第27話以降はこうしくんの台詞パートがカットされている。 |
| ハムハムON-DOだ、ハムちゃんず!2012 | ハムさんちゅうwithハムちゃんず | 多聞美一 | 岩崎元是 | 岩崎元是 | 第14話-第26話              | 「ハムハムON-DOだ、ハムちゃんず!」のアレンジバージョン。 2012年の夏に使用された。             |

### キャラクターソング
多くは劇中で使用されるBGMを原曲としている。
2002年2月21日に発売された『とっとこハム太郎 ベストソングコレクション』（以下「第1弾」）や、2005年7月20日に発売された『みんな大好き! ハムハムソング』（以下「第2弾」）に収録されている（いずれもCD2枚組）。
なお、アーティストの欄のユニットのメンバーは、
- ハムちゃんず ちーず! - 女の子メンバー（リボンちゃん、マフラーちゃん、トラハムちゃん、ちび丸ちゃん）によるユニット
- ハムちゃんず ひまわり組 - ハム太郎、こうしくん、リボンちゃんによるユニット
- ハムちゃんず どんぐり隊 - 男の子メンバー（ハム太郎、タイショーくん、こうしくん、のっぽくん、まいどくん、めがねくん、パンダくん、ねてるくん、トラハムくん、かぶるくん）によるユニット
- MMぼーいず - まいどくんとめがねくんによるユニット

である。
| 第1弾    | 第2弾    | 曲名                             | アーティスト                                | 作詞       | 作曲     | 編曲     |
| -------- | -------- | -------------------------------- | ------------------------------------------- | ---------- | -------- | -------- |
| DISC1-2  | DISC1-11 | いつもハム & ちーず              | ハムちゃんず ちーず! （コーラス：ハム太郎） | 白峰美津子 | 岩崎元是 | 岩崎元是 |
| DISC1-3  | DISC1-12 | それゆけ! ひまわり組             | ハムちゃんず ひまわり組                     | 白峰美津子 | 岩崎元是 | 岩崎元是 |
| DISC1-4  | DISC1-13 | どんどんぐりぐり、どんぐりドン!  | ハムちゃんず どんぐり隊                     | 多聞美一   | 岩崎元是 | 岩崎元是 |
| DISC1-5  | DISC1-14 | 木の実のプレゼント               | ハム太郎 & こうしくん & タイショーくん      | 白峰美津子 | 岩崎元是 | 岩崎元是 |
| DISC1-6  | DISC2-2  | らぶ・らぶアタック大作戦!        | ハムちゃんず ちーず!                        | 白峰美津子 | 岩崎元是 | 岩崎元是 |
| DISC1-7  | DISC2-3  | ぼくらライバル! MMぼーいず       | MMぼーいず                                  | 川島浩司   | 岩崎元是 | 岩崎元是 |
| DISC1-8  | DISC2-4  | ハッピーハムハムバースデイ       | ハムちゃんず                                | 多聞美一   | 岩崎元是 | 岩崎元是 |
| DISC1-9  | DISC2-5  | メリー とっとこ クリスマス       | ハムちゃんず ひまわり組                     | 白峰美津子 | 岩崎元是 | 岩崎元是 |
| DISC2-2  | DISC1-2  | ぼくのタネ、しりませんか?        | こうしくん                                  | 多聞美一   | 岩崎元是 | 岩崎元是 |
| DISC2-3  | DISC1-3  | マフラーがいっぱい               | マフラーちゃん                              | 白峰美津子 | 岩崎元是 | 岩崎元是 |
| DISC2-4  | DISC1-4  | のらハム行進曲                   | タイショーくん                              | 多聞美一   | 岩崎元是 | 岩崎元是 |
| DISC2-5  | DISC1-5  | てちてちまーち                   | ハム太郎                                    | 多聞美一   | 岩崎元是 | 岩崎元是 |
| DISC2-6  | DISC1-6  | ふしぎなハム太郎                 | いはたじゅり                                | 白峰美津子 | 岩崎元是 | 岩崎元是 |
| DISC2-7  | DISC1-7  | ハム太郎 絵かきうた              | いはたじゅり                                | 河井リツ子 | 岩崎元是 | 岩崎元是 |
| DISC2-8  | DISC1-8  | なかよしくるるん                 | トラハムちゃんとトラハムくん                | TMS制作部  | 岩崎元是 | 岩崎元是 |
| DISC2-9  | DISC1-9  | 風の歌をうたおう                 | トンガリくん                                | 白峰美津子 | 岩崎元是 | 岩崎元是 |
| DISC2-10 | DISC1-10 | あしたもあそぼう                 | ロコちゃん                                  | 白峰美津子 | 岩崎元是 | 岩崎元是 |
| -        | DISC1-16 | めざせゴール! 〜だいじななかまと | ハムちゃんず                                | 豊島由佳梨 | 岩崎元是 | 岩崎元是 |
| -        | DISC2-8  | ハムハムTRAINで行こう!           | ハムちゃんず                                | 白峰美津子 | 岩崎元是 | 岩崎元是 |
| -        | DISC2-9  | ハムハムひなまつり               | ハムちゃんず ちーず!                        | 多聞美一   | 岩崎元是 | 岩崎元是 |
| -        | DISC2-10 | そよ風にリボン                   | トラハムちゃん                              | 多聞美一   | 岩崎元是 | 岩崎元是 |
| -        | DISC2-11 | ハムハムウェディング             | ハム太郎 & リボンちゃん                     | 多聞美一   | 岩崎元是 | 岩崎元是 |

## 各話リスト
サブタイトルはハム太郎役の間宮くるみが読み上げる。

## 放送局
第3期は『のりスタは〜い!』内で、5分間のコーナーアニメとして放送。
キッズステーションでは第1期の155話までを放送。
| 放送地域       | 放送局                    | 放送期間                                                                              | 放送日時                                                        | 放送系列                      | 備考                                                |
| 第1期・第2期   | 第1期・第2期              | 第1期・第2期                                                                          | 第1期・第2期                                                    | 第1期・第2期                  | 第1期・第2期                                        |
| -------------- | ------------------------- | ------------------------------------------------------------------------------------- | --------------------------------------------------------------- | ----------------------------- | --------------------------------------------------- |
| 関東広域圏     | テレビ東京                | 2000年7月7日 - 2006年3月31日                                                          | 金曜 18:30 - 19:00                                              | テレビ東京系列                | 製作局                                              |
| 北海道         | テレビ北海道              | 2000年7月7日 - 2006年3月31日                                                          | 金曜 18:30 - 19:00                                              | テレビ東京系列                | 同時ネット                                          |
| 愛知県         | テレビ愛知                | 2000年7月7日 - 2006年3月31日                                                          | 金曜 18:30 - 19:00                                              | テレビ東京系列                | 同時ネット                                          |
| 大阪府         | テレビ大阪                | 2000年7月7日 - 2006年3月31日                                                          | 金曜 18:30 - 19:00                                              | テレビ東京系列                | 同時ネット                                          |
| 岡山県・香川県 | テレビせとうち            | 2000年7月7日 - 2006年3月31日                                                          | 金曜 18:30 - 19:00                                              | テレビ東京系列                | 同時ネット                                          |
| 福岡県         | TVQ九州放送               | 2000年7月7日 - 2006年3月31日                                                          | 金曜 18:30 - 19:00                                              | テレビ東京系列                | 同時ネット                                          |
| 青森県         | 青森朝日放送              | 不明 - 2006年4月                                                                      | 木曜 16:30 - 17:00                                              | テレビ朝日系列                | 後番組にきらりん☆レボリューションを放送。           |
| 岩手県         | 岩手めんこいテレビ        |                                                                                       | 木曜 16:54 - 17:24                                              | フジテレビ系列                | 後番組にきらりん☆レボリューションを放送。           |
| 秋田県         | 秋田テレビ                | 不明 - 2006年6月5日                                                                   | 月曜 16:25 - 16:55                                              | フジテレビ系列                | 後番組にきらりん☆レボリューションを放送。           |
| 山形県         | 山形放送                  |                                                                                       | 木曜 16:00 - 16:30                                              | 日本テレビ系列                | 後番組にきらりん☆レボリューションを放送。           |
| 宮城県         | 東日本放送                |                                                                                       | 月曜 16:00 - 16:30                                              | テレビ朝日系列                | 後番組にきらりん☆レボリューションを放送。           |
| 福島県         | 福島中央テレビ            |                                                                                       | 月曜 16:00 - 16:27                                              | 日本テレビ系列                |                                                     |
| 新潟県         | 新潟総合テレビ            | 不明 - 2003年9月 2003年10月 - 不明                                                    | 土曜 7:00 - 7:30 月曜 15:30 - 16:00                             | フジテレビ系列                | 後番組にきらりん☆レボリューションを放送。           |
| 長野県         | 長野放送                  | 2000年7月20日 - 2006年3月 2006年4月5日 - 4月12日                                      | 木曜 16:00 - 16:30 水曜 16:00 - 16:30                           | フジテレビ系列                |                                                     |
| 山梨県         | テレビ山梨                |                                                                                       | 金曜 16:25 - 16:55 ↓ 土曜 5:00 - 5:30                           | TBS系列                       | 後番組であるきらりん☆レボリューション以降は未放送。 |
| 富山県         | チューリップテレビ        | 2000年7月12日 - 不明 2003年5月時点 不明 - 2005年4月13日 2006年4月23日 - 2006年6月17日 | 水曜夕方 水曜 15:50 - 16:20 水曜 15:55 - 16:24 土曜 6:00 - 6:30 | TBS系列                       | 後番組にきらりん☆レボリューションを放送。           |
| 石川県         | 北陸放送                  | 2000年7月31日 - 不明 不明 - 2003年5月26日 2003年5月31日 - 不明 不明 - 2006年7月30日   | 月曜夕方 月曜 16:55 - 17:22 土曜 7:00 - 7:30 日曜 6:00 - 6:30   | TBS系列                       | 後番組にきらりん☆レボリューションを放送。           |
| 福井県         | 福井放送                  | 2000年7月25日 - 不明 不明 - 2006年10月3日                                             | 火曜 16:55 - 17:25 火曜 16:24 - 16:54                           | 日本テレビ系列 テレビ朝日系列 | 後番組であるきらりん☆レボリューション以降は未放送。 |
| 静岡県         | 静岡放送                  |                                                                                       | 日曜 6:15 - 6:45                                                | TBS系列                       | 後番組にきらりん☆レボリューションを放送。           |
| 三重県         | 三重テレビ                |                                                                                       | 月曜 17:30 - 18:00                                              | 独立局                        |                                                     |
| 岐阜県         | 岐阜放送                  | 不明 - 2007年7月10日                                                                  | 火曜 19:00 - 19:30                                              | 独立局                        |                                                     |
| 滋賀県         | びわ湖放送                |                                                                                       | 月曜 17:25 - 17:55                                              | 独立局                        |                                                     |
| 京都府         | KBS京都                   | 2001年4月 - 2004年3月 2004年4月 - 2006年12月30日                                      | 日曜 7:30 - 8:00 土曜 10:30 - 11:00                             | 独立局                        |                                                     |
| 奈良県         | 奈良テレビ                |                                                                                       | 金曜 7:30 - 8:00                                                | 独立局                        |                                                     |
| 和歌山県       | テレビ和歌山              |                                                                                       | 火曜 18:30 - 19:00                                              | 独立局                        |                                                     |
| 鳥取県・島根県 | 山陰放送                  |                                                                                       | 月曜 15:55 - 16:25                                              | TBS系列                       |                                                     |
| 広島県         | 広島ホームテレビ          | 不明 - 2006年7月29日                                                                  | 土曜 7:30 - 8:00                                                | テレビ朝日系列                | 後番組にきらりん☆レボリューションを放送。           |
| 山口県         | テレビ山口                | 不明 - 2005年7月                                                                      | 金曜 15:55 - 16:24                                              | TBS系列                       | 途中打ち切り                                        |
| 徳島県         | 四国放送                  |                                                                                       | 日曜 7:30 - 8:00                                                | 日本テレビ系列                | 後番組にきらりん☆レボリューションを放送。           |
| 愛媛県         | 南海放送                  |                                                                                       | 水曜 16:55 - 17:24                                              | 日本テレビ系列                | 後番組にきらりん☆レボリューションを放送。           |
| 高知県         | テレビ高知                |                                                                                       | 月曜 16:24 - 16:54                                              | TBS系列                       | 後番組にきらりん☆レボリューションを放送。           |
| 長崎県         | 長崎国際テレビ            | 不明 不明 - 2006年6月10日                                                             | 金曜 16:25 - 16:55 金曜 16:55 - 17:25 土曜 10:00 - 10:30        | 日本テレビ系列                | 後番組にきらりん☆レボリューションを放送。           |
| 熊本県         | テレビ熊本                |                                                                                       | 日曜 6:30 - 7:00                                                | フジテレビ系列                | 後番組にきらりん☆レボリューションを放送。           |
| 大分県         | テレビ大分                | 2000年 - 2006年4月25日                                                                | 火曜 16:25 - 16:55                                              | 日本テレビ系列 フジテレビ系列 | 後番組にきらりん☆レボリューションを放送。           |
| 宮崎県         | 宮崎放送                  |                                                                                       | 水曜 14:55 - 15:25                                              | TBS系列                       | 後番組であるきらりん☆レボリューション以降は未放送。 |
| 鹿児島県       | 鹿児島放送                | 不明 - 2005年6月                                                                      | 水曜 16:30 - 17:00                                              | テレビ朝日系列                | 途中打ち切り                                        |
| 沖縄県         | 琉球朝日放送              |                                                                                       | 土曜 7:30 - 7:57                                                | テレビ朝日系列                | 後番組にきらりん☆レボリューションを放送。           |
| 日本全域       | BSジャパン                | 2000年12月3日 - 2006年10月1日                                                         | 日曜 18:30 - 19:00                                              | BS放送                        | 後番組にNARUTO-ナルト-を放送。                      |
| 日本全域       | ディズニー・チャンネル    | 2011年6月 - 不明                                                                      |                                                                 | BS放送                        | リピート放送あり                                    |
| 日本全域       | ひかりTV                  | 2009年3月17日 - 不明                                                                  |                                                                 |                               | VOD                                                 |
| アメリカ       | カートゥーン ネットワーク |                                                                                       |                                                                 |                               | アニメ専門チャンネル                                |
| 第3期          |                           |                                                                                       |                                                                 |                               |                                                     |
| 関東広域圏     | テレビ東京                | 2006年4月5日 - 2008年3月26日                                                          | 水曜 7:30 - 8:00                                                | テレビ東京系列                | 製作局                                              |
| 北海道         | テレビ北海道              | 2006年4月5日 - 2008年3月26日                                                          | 水曜 7:30 - 8:00                                                | テレビ東京系列                | 同時ネット                                          |
| 大阪府         | テレビ大阪                | 2006年4月5日 - 2008年3月26日                                                          | 水曜 7:30 - 8:00                                                | テレビ東京系列                | 同時ネット                                          |
| 愛知県         | テレビ愛知                | 2006年4月7日 - 2008年3月28日                                                          | 金曜 8:00 - 8:30                                                | テレビ東京系列                |                                                     |
| 福岡県         | TVQ九州放送               | 2006年4月10日 - 2008年3月31日                                                         | 月曜 8:00 - 8:30                                                | テレビ東京系列                |                                                     |
| 岡山県・香川県 | テレビせとうち            | 2006年4月10日 - 2008年3月31日                                                         | 月曜 8:05 - 8:35                                                | テレビ東京系列                |                                                     |
| 福島県         | 福島テレビ                |                                                                                       | 火曜 15:30 - 16:00                                              | フジテレビ系列                | 県内のネット局が変更された                          |
| 静岡県         | テレビ静岡                |                                                                                       | 日曜 5:30 - 6:00                                                | フジテレビ系列                | 県内のネット局が変更された                          |
| 長野県         | 長野放送                  |                                                                                       | 月曜 15:30 - 16:00                                              | フジテレビ系列                |                                                     |
| 滋賀県         | びわ湖放送                |                                                                                       | 土曜 7:00 - 7:30                                                | 独立局                        |                                                     |
| 広島県         | 広島ホームテレビ          |                                                                                       | 土曜 7:30 - 8:00                                                | テレビ朝日系列                |                                                     |
| 第4期          |                           |                                                                                       |                                                                 |                               |                                                     |
| 関東広域圏     | テレビ東京                | 2011年4月2日 - 2012年3月31日                                                          | 土曜 9:00 - 9:30                                                | テレビ東京系列                | 製作局                                              |
| 愛知県         | テレビ愛知                | 2011年4月2日 - 2012年3月31日                                                          | 土曜 9:00 - 9:30                                                | テレビ東京系列                | 同時ネット                                          |
| 大阪府         | テレビ大阪                | 2011年4月2日 - 2012年3月31日                                                          | 土曜 9:00 - 9:30                                                | テレビ東京系列                | 同時ネット                                          |
| 北海道         | テレビ北海道              | 2011年4月9日 - 2012年4月7日                                                           | 土曜 7:00 - 7:30                                                | テレビ東京系列                |                                                     |
| 岡山県・香川県 | テレビせとうち            | 2011年4月9日 - 2012年4月7日                                                           | 土曜 7:00 - 7:30                                                | テレビ東京系列                |                                                     |
| 福岡県         | TVQ九州放送               | 2011年4月9日 - 2012年4月7日                                                           | 土曜 7:00 - 7:30                                                | テレビ東京系列                |                                                     |
| 石川県         | 北陸放送                  | 2011年5月31日 - 2012年4月24日                                                         | 火曜 16:24 - 16:52                                              | TBS系列                       |                                                     |
| 第5期          |                           |                                                                                       |                                                                 |                               |                                                     |
| 関東広域圏     | テレビ東京                | 2012年4月7日 - 2013年3月30日                                                          | 土曜 9:00 - 9:30                                                | テレビ東京系列                | 製作局                                              |
| 愛知県         | テレビ愛知                | 2012年4月7日 - 2013年3月30日                                                          | 土曜 9:00 - 9:30                                                | テレビ東京系列                | 同時ネット                                          |
| 大阪府         | テレビ大阪                | 2012年4月7日 - 2013年3月30日                                                          | 土曜 9:00 - 9:30                                                | テレビ東京系列                | 同時ネット                                          |
| 北海道         | テレビ北海道              | 2012年4月14日 - 2013年4月6日                                                          | 土曜 7:00 - 7:30                                                | テレビ東京系列                |                                                     |
| 岡山県・香川県 | テレビせとうち            | 2012年4月14日 - 2013年4月6日                                                          | 土曜 7:00 - 7:30                                                | テレビ東京系列                |                                                     |
| 福岡県         | TVQ九州放送               | 2012年4月14日 - 2013年4月6日                                                          | 土曜 7:00 - 7:30                                                | テレビ東京系列                |                                                     |

## 劇場版
東宝の配給により、2001年から2004年まで毎年12月中旬より計4作上映された。監督は出崎統（テレビシリーズ監督の鍋島は「アニメーションコーディネーター」として全作に参加）。
いずれの作品もテレビシリーズでの日常的なストーリーとは打って変わって、異世界を舞台にしたハムちゃんず中心の冒険活劇となっている。
第3作まではゴジラシリーズの同時上映だが、第4作のみゴジラシリーズが同時期上映の『ゴジラ FINAL WARS』をもって一旦終了すること、及び同作は上映時間の都合上単独上映となったため、前年まで単独上映だった『映画 犬夜叉 紅蓮の蓬莱島』と同時上映された。
第1作の同時上映作品『ゴジラ・モスラ・キングギドラ 大怪獣総攻撃』は当初『ハム太郎』との同時上映は想定されておらず、本作の映画化に伴い同時上映となることが決まった。ゴジラサイドのプロデューサーだった富山省吾はハム太郎との同時上映を「バッドニュース」として監督の金子修介に報告したが、金子は出崎作品に思い入れがあり、「光栄の至り」と感じたという。翌年からは同時上映が前提となり、前売り券の購入特典や入場者への特典も「ゴジハムくん」や「モスハムくん」といった2作とコラボレーションしたソフビ人形となっている。なお『ゴジラ×メカゴジラ』では、劇中でロコちゃんにそっくりな少女がハムスターを愛でているシーンがあり、部屋のデザインも本作品のものを模している。
冒頭には配給の東宝のアイキャッチの後、アニメーション制作会社のトムス・エンタテインメントのロゴが付いた、制作会社の小学館ミュージック&デジタル エンタテイメントのクレジットアニメーションがある（海外の映画ではスタッフロールの最後によく出るが、日本では珍しい）。
第2作から第4作までは、その年の映画の宣伝を兼ねて前年の作品がテレビ放送された。
その後、2007年8月と2010年12月にはNHKのBS2の『BSアニメ特選』枠内で、2008年4月にはWOWOWでも各作品が放送された。
1. 劇場版 とっとこハム太郎 ハムハムランド大冒険（2001年12月15日公開）
ハム太郎はロコちゃんの誕生日を祝いたかったが、ロコちゃんに目も向けられず、塞ぎ込んでしまう。ハム太郎はロコちゃんに思いを伝えるため、人間と会話ができるようになるという「魔法のタネ」を探しにハムちゃんずと共に「ハムハムランド」を冒険する。
2. 劇場版 とっとこハム太郎 ハムハムハムージャ! 幻のプリンセス（2002年12月14日公開）
ハム太郎は夢に出てきた泣いている女の子ハムのことが気になっていた。ハムちゃんずはハムスターの故郷といわれる砂漠の王国「ハムージャ王国」へと旅立つが、そこでは邪悪な砂漠猫「サバクーニャ（声：安原義人）」が封印から解き放たれ暴虐の限りをつくし、王女「シェーラ姫（声：玉川砂記子）」は捕えられていた。ハムちゃんずはシェーラ姫を救出に向かう。
3. 劇場版 とっとこハム太郎 ハムハムグランプリン オーロラ谷の奇跡 リボンちゃん危機一髪!（2003年12月13日公開）
雪に包まれたハムスターの異境「オーロラ谷」。長らく雪の降らないこの国を救うべく、リボンちゃんは伝説の「スノープリンセス」として突然連れ去られ、さらにはそれを妨害しようとする海賊ハムスターにさらわれてしまう。ハム太郎はリボンちゃんの奪回をかけ、海賊の船長「ハムクック」とグランプリレース「ハムハムグランプリン」で激突する。
4. 劇場版 とっとこハム太郎 はむはむぱらだいちゅ! ハム太郎とふしぎのオニの絵本塔（2004年12月23日公開）
ハムちゃんずは「ひまわり太郎」のお芝居をやりたいと言い出したことから、絵本作家「あややム（声：松浦亜弥）」の手により「絵本塔」へと連れられ、執筆活動に行き詰った彼女のお手伝いをすることに。かくしてハムちゃんず出演「新ひまわり太郎物語」の執筆が始まる。

### 主題歌
シリーズを通してハロー!プロジェクトとのタイアップとなっており、第3作まではミニモニ。をモチーフにした「ミニハムず」、第4作では松浦亜弥とエコモニ。をモチーフにした「あややムwithエコハムず」が担当。劇中にも登場し、第3作までは3DCGによる主題歌のライブシーンも挿入されている。
また、第3作では安倍なつみが声を担当したプリンちゃんによる「ピ〜ヒャラ小唄」が挿入歌として使用された。
- 第1作 - ミニハムずの愛の唄（ミニハムず）
- 第2作 - ミニハムずの結婚ソング（ミニハムず）
- 第3作 - ミラクルルン!グランプリン（ミニハムず）
- 第4作 - 天才 LET'S GO! あややム（あややムwithエコハムず）

## 映像ソフト
発売元は小学館、販売元は日本コロムビア→コロムビアミュージックエンタテインメント。本編シリーズはレンタルとセルで第1シリーズから第4シリーズまで販売されている。ただし、DVD版のセルは第2シリーズの途中が出ておらず、レンタルDVDに関しては第2シリーズが無く、第3シリーズ以降は全てレンタルできるようになっている。
- とっとこハム太郎 第1シリーズ（VHS版）（セル） 1 - 40巻 （レンタル） 1 - 20巻 第1話 - 第80話
- とっとこハム太郎 第1シリーズ（DVD版）（セル・レンタル） 1 - 20巻 第1話 - 第80話
- とっとこハム太郎 第2シリーズ（VHS版）（セル・レンタル） 1 - 28巻 第80話 - 第193話
- とっとこハム太郎 第2シリーズ（DVD版）（セルのみ） 1 - 12巻 第80話 - 第128話
- とっとこハム太郎 第3シリーズ（VHS・DVD版）（セル・レンタル） 1 - 13巻 第194話 - 第244話
- とっとこハム太郎 第4シリーズ（DVD版のみ）（セル・レンタル） 1 - 10巻 第245話 - 第296話
- とっとこハム太郎でちゅ（セル） 1 - 6巻、（レンタル） 1 - 17巻 第4期 第1話 - 第52話（セル版 第4期 1話 - 16話）

※2024年8月現在、Blu-ray版はリリースされていない。
※2025年6月現在、動画配信サービスを提供しているのは、Hulu、ABEMAの2社のみである。
※Huluは、『とっとこハム太郎』 第1シリーズ - 第2シリーズの途中の96話まで配信しているが、第2シリーズの97話から第4シリーズの第296話は配信していない。
※2025年6月20日にABEMAより、『とっとこハム太郎』 第1シリーズ - 第4シリーズ（第1話 - 第296話）、OVA、劇場版が配信スタートした。

## OVA
全作品VHSとDVDでセル・レンタルで販売している。
ハム太郎のおたんじょうび 〜ママをたずねて三千てちてち〜
2001年8月6日から限定ルートで発売。その後2002年11月に通常商品として発売。8月6日の誕生日を迎えたハム太郎がまだ見ぬお母さんを探して、てちてち旅をする物語。「誕生日」と言う題材にして、母と子供の絆を描写している。
ハムちゃんずの宝さがし大作戦 〜はむはー! すてきな海のなつやすみ〜
2003年発売。池のほとりで不思議な女の子「ビスカスちゃん」に出会ったハムちゃんずが宝を求め、海を渡り渡って繰り広げる大冒険。
ハムちゃんずと虹の国の王子さま 〜せかいでいちばんのたからもの〜
2004年発売。「この世で一番大切なもの」を探すように命じられ、雷鳴とともに空からやってきた「にじハムくん」と言うハムスターに出会ったハム太郎。2人は虹の国にて「一番大切なもの」の正体を探るべく旅に出る作品。
ハムちゃんずのめざせ! ハムハム金メダル 〜はしれ! はしれ! だいさくせん!〜
2004年発売。ハム暦8686年に一度ひらかれる「ハムハムスポーツ大会」の開会をかけ、聖火ランナーとなったハムちゃんずが聖火のトーチを「ハムリシア」へ届ける冒険に出発する。前作の続編に当たる。

### 主題歌
- 第1作：ハッピーハムハムバースデイ（ハムちゃんず）
- 第2作：すてきな なつの おくりもの〜ハムハムホリデイ、いつまでも〜（ハムちゃんず）
- 第3作：ぼくらのレインボウ（ハムちゃんず）
- 第4作：めざせ!ゴール〜だいじななかまと（ハムちゃんず）